# Vanessa Schwartz
Vanessa Stella Elizabeth Schwartz Rosen (18 de septiembre de 1969) es una directora de cine, animadora y docente chilena-canadiense. En 1995 recibió una nominación al premio Óscar por The Janitor (1993) en la categoría de mejor cortometraje animado. Además, con esta nominación se transformó en la duodécima estudiante en alcanzar una nominación en toda la historia de los premios Óscar.

## Premios y distinciones
Premios Óscar
| Año  | Categoría                  | Película    | Resultado |
| ---- | -------------------------- | ----------- | --------- |
| 1995 | Mejor cortometraje animado | The Janitor | Nominada  |